# Denise Holzkamp
Denise Holzkamp (4 de julio de 1973) es una deportista alemana que compitió en esgrima, especialista en la modalidad de espada.
Ganó una medalla de plata en el Campeonato Mundial de Esgrima de 1998 y dos medallas en el Campeonato Europeo de Esgrima, oro en 1998 y bronce en 1999.

## Palmarés internacional
| Campeonato Mundial | Campeonato Mundial        | Campeonato Mundial | Campeonato Mundial |
| Año                | Lugar                     | Medalla            | Prueba             |
| ------------------ | ------------------------- | ------------------ | ------------------ |
| 1998               | La Chaux-de-Fonds (Suiza) | Medalla de plata   | Espada individual  |
| Campeonato Europeo |                           |                    |                    |
| Año                | Lugar                     | Medalla            | Prueba             |
| 1998               | Plovdiv (Bulgaria)        | Medalla de oro     | Espada por equipos |
| 1999               | Bolzano (Italia)          | Medalla de bronce  | Espada individual  |